# Spartak (film)
Spartak (angleško Spartacus) je ameriški epski zgodovinski dramski film iz leta 1960, ki ga je režiral Stanley Kubrick po scenariju Daltona Trumboja. Temelji na romanu Spartacus Howarda Fasta iz leta 1951, ki opisuje življenjsko zgodbo vodje upora sužnjev Spartaka. V naslovni vlogi nastopa Kirk Douglas, v ostalih glavnih vlogah pa Laurence Olivier kot rimski general in politik Mark Licinij Kras, Peter Ustinov kot trgovec s sužnji Lentul Batiat, John Gavin kot Julij Cezar, Jean Simmons kot Varinia, Charles Laughton kot Sempronius Gracchus in and Tony Curtis kot Antoninus
Douglas, katerega družba Bryna Productions je film producirala, je odpustil prvotnega režiserja Anthonyja Manna po enem tednu snemanja, in pripeljal Kubricka, s katerim je bil že delal. To je bil režiserjev edini film, nad katerem ni imel popolnega umetniškega nadzora. Scenarist Dalton Trumbo je bil eden od Hollywoodske deseterice, ki je bila zaradi domnevnega simpatiziranja s komunisti na črnem seznamu. Vseeno ga je Douglas javno oznanil kot scenarista filma in novoizvoljeni ameriški predsednik John F. Kennedy si je film javno ogledal kljub protestom Ameriške legije, s čimer je pomagal končati koncept črnega seznama. Tudi Howard Fast je bil na črnem seznamu, zato je roman izdal v samozaložbi.
Film je bil premierno prikazan 6. oktobra 1960 v New Yorku. Na 33. podelitvi je bil nominiran za šest oskarjev, osvojil pa je štiri, ter postal najdonosnejši film distributerja Universal Studios in to ostal do filma Letališče leta 1970. Nominiran je bil tudi za pet zlatih globusov, osvojil pa nagrado za najboljši dramski film. Leta 2017 ga je ameriška Kongresna knjižnica izbrala za ohranitev v okviru Narodnega filmskega registra zavoljo njegove »kulturne, zgodovinske ali estetske vrednosti«. Ameriški filmski inštitut ga je leta 2007 uvrstil na 81. mesto lestvice stotih najboljših ameriških filmov.

## Vloge
- Kirk Douglas kot Spartak
- Laurence Olivier kot Kras
- Jean Simmons kot Varinia
- Charles Laughton kot Gracchus
- Peter Ustinov kot Batiat
- Tony Curtis kot Antoninus
- John Gavin kot Julij Cezar
- John Dall kot Marcus Glabrus
- Nina Foch kot Helena Glabrus
- John Ireland kot Kriks
- Herbert Lom kot Tigranes Levantus
- Charles McGraw kot Marcellus
- Joanna Barnes kot Claudia Marius
- Harold J. Stone kot David
- Woody Strode kot Draba
- Peter Brocco kot Ramon
- Paul Lambert kot Gannicus
- Robert J. Wilke kot stražnik
- Nick Dennis kot Dionysius
- John Hoyt kot Caius
- Frederick Worlock kot Laelius
- Gil Perkins kot vodja sužnjev
- Cliff Lyons kot vojak